# Abbaye de Pontlevoy
 (juin 2023).
L'abbaye Notre-Dame de Pontlevoy est une ancienne abbaye bénédictine de la Congrégation de Saint-Maur située sur la commune de Pontlevoy, dans le département de Loir-et-Cher. Un collège réputé y fut longtemps établi et a disparu en 1959. 
2019 marque la renaissance de la vocation pédagogique de l'abbaye, qui accueille désormais le lycée catholique de Pontlevoy.
Cet édifice fait l’objet d’un classement au titre des monuments historiques depuis les 6 avril 1934 et 19 avril 1991.

## Histoire

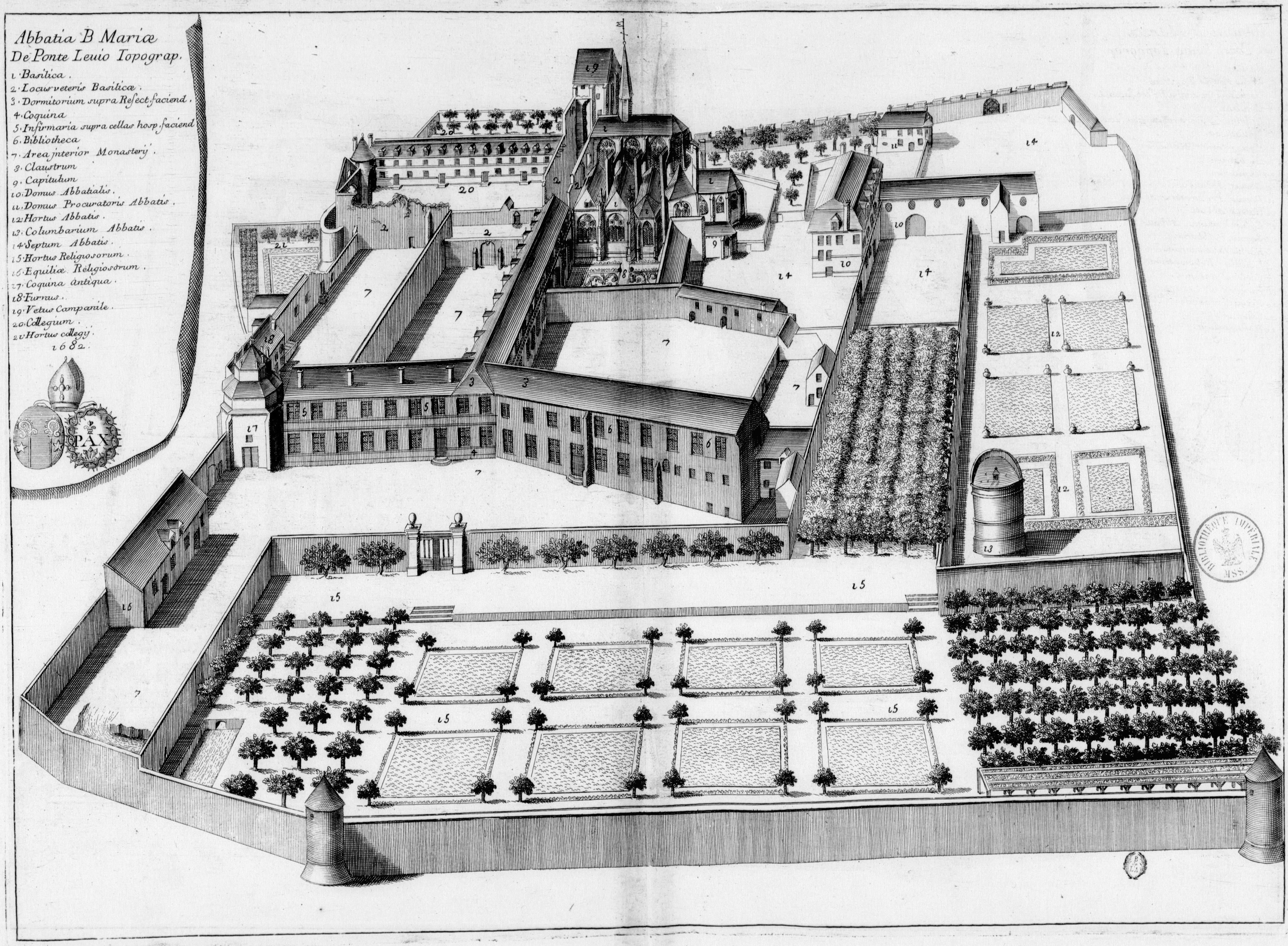
L’abbaye au XVIIe siècle, planche gravée du Monasticon Gallicanum.

Fondée en 1034 par Guelduin, seigneur de Chaumont et de Pontlevoy, vassal du comte Eudes II de Blois.

### Légende
La légende raconte, comme on peut le voir sur le vitrail de la chapelle de l'abbaye, que Guelduin, revenant en bateau de son second pèlerinage en Terre Sainte, est pris dans une terrible tempête et se met à genoux pour implorer la Vierge. Elle lui apparaît tout de blanc vêtue sur un nuage blanc et le sauve : c'est notre Dame des Blanches. À son retour, il décide en remerciement de fonder une abbaye bénédictine à Pontlevoy dont la chapelle sera dédiée à la Vierge Marie.

### Réalité
En 1026, Eudes II dédommage Guelduin de la perte de Saumur en lui concédant la terre de Chaumont [sur-Loire], qu'il fortifie aussitôt. Cette place, située entre Blois et Amboise et au nord de Montrichard, joue un grand rôle dans la stratégie désormais défensive des comtes de Blois contre les comtes d'Anjou.
Dans cette région et sur son ancienne terre, Guelduin fonde encore, en 1034, l'abbaye de Pontlevoy, où il installe des moines venus de Saint-Florent (abbaye détruite par Foulques Nerra, ennemi de Guelduin), dont Ansbert de Saumur qui fut le premier père abbé. L’abbaye est soumise à la règle de saint Benoît. Gueldouin offre au monastère des terres.
Gueldouin meurt entre 1040 et 1044 et il est enterré à l'entrée de la nouvelle église abbatiale.
Au fil des siècles suivants, l'abbaye s'enrichit grâce aux dons des fidèles pour le salut de leur âme et notamment les dons de la famille des seigneurs de Chaumont.

### La Guerre de Cent ans
En 1401, le nouvel abbé est Jean III Louveau. Son travail est de réparer une abbaye en ruines à cause de l'invasion des Anglais et non de toucher des rentes ; ce qui peut expliquer le manque de candidats à ce poste. La difficulté est de taille surtout pour faire rentrer des revenus en étant sous la menace permanente de pillages. Jean III meurt à Pont-Levoy le 28 mai 1407 et est enterré sous l’église abbatiale qui sera brûlée par les Anglais.
Peu disposé à subir les ravages des Anglais ainsi que des pillards, Pierre Saire (élu en 1407) décide de faire fortifier son abbaye. C’est ainsi que le 3 avril 1422 il va trouver le dauphin de France à Montrichard et obtient l’autorisation nécessaire. L’ancien château de Guelduin se voit restauré ainsi que l’une de ses tours, et on en bâtit deux autres. Les travaux se finissent en 1426. En 1427, les habitants de Pont-Levoy et de Thenay s’engagent en tant que vassaux de l’abbaye pour prendre la garde de la forteresse.
Maintenant que l’abbaye commence à avoir des terres et quelques pouvoirs, des querelles ont lieu avec certains mauvais voisins de la forteresse qu’est devenue Pont-Levoy qui n'a plus besoin de la protection des seigneurs de Chaumont. L’abbé Guillaume de Plainvilliers est envoyé plusieurs fois en procès pour de futiles problèmes. Pour redresser son abbaye et effacer les traces laissées par les guerres et les pillages, Guillaume de Plainvilliers s’adresse au pape Eugène IV pour de l’aide à la restauration grâce à la vente d'indulgences ou à des aumônes, mais les demandes échouent. Le Pape ordonne finalement une enquête par l’archiduc de Beaugency, et éclairé par la réalité des faits il donne son aide. Le quotidien à l’abbaye s'en voit amélioré.
Le pays se voyant pacifié, Guillaume de Plainvilliers veut faire rebâtir la chapelle abbatiale, brûlée en 1390. Les travaux commencent le 5 novembre 1446. Guillaume meurt le 14 août 1467 en laissant à l’abbaye de Pont-Levoy tous ses biens.

### La commende
En 1467, le système de la commende se met en place, désormais, l'abbé n'est plus élu par les religieux, il peut acheter sa fonction d'abbé.
En 1467, le roi Louis XI nomme comme abbé commendataire François de Brillac qui reçoit la bénédiction abbatiale papale 15 janvier 1468. Le prélat officiant est Milon. Le 16 août 1516, le concordat signé entre François Ier et le pape Léon X autorise le Pape à recevoir les annates (impôts aux biens de l'Église) tandis que le roi a le droit de nommer les abbés. Ainsi, Louis d'Anjou-Mézières (fils de René d'Anjou-Mézières), élu majoritairement par les religieux même si normalement il ne peut pas être abbé de Pont-Levoy et contre l'avis du roi, prend possession de la charge d'abbé. Les moines refusent le système de la commende qui implique qu'un abbé, ignorant la règle et la vie monastique les dirige. Un procès oppose Louis d'Anjou à François de Brillac pour cette place d'abbé. Louis d'Anjou-Mézières prend des mesures contre le relâchement de la vie monastique en recevant quelques religieux de Marmoutier. Mais la tentative de réforme échoue. Le grand mal dont souffre l'abbaye reste la séparation entre l'abbé et ses religieux. En 1532, une tentative est faite pour augmenter le nombre de religieux à l'abbaye, mais les ecclésiastiques venant de Blois sont mal accueillis.
L'arrivée de l'abbé Bernard de Ruthie marque la fin de l'autorité spirituelle de l'abbé sur ses moines.
En 1544, Pont-Levoy est fermée de murailles. François Ier lui donne le droit de ville et y établit des marchés et des foires.

### Les guerres de Religion
Entre le 12 décembre 1562 et le 5 janvier 1563, les protestants pillent des villes et des abbayes comme Montrichard et son abbaye d’Aigues-Vives et Selles-sur-Cher. Enfin ils arrivent à Pontlevoy où ils agissent de la même manière, l’abbaye est occupée pendant trois mois par les protestants et les religieux sont pillés, rançonnés, et se retrouvent sans vivres et sans administrateur du temporel.
L’édit de pacification d’Amboise calme le pays et l’abbaye de Pont-Levoy respire, mais en février 1568 les protestants prennent Blois puis Tours et enfin ils réattaquent Pont-Levoy et l’abbaye est détruite. D’après la tradition, les protestants respectent toutefois l’église et en font un temple.
L’abbaye est réparée en 1576, l’abbé Louis de Brézé l’abandonne pourtant car elle ne lui rapportait plus rien. Elle est reprise par le cardinal Charles de Bourbon, archevêque de Rouen.

En 1623, Richelieu est alors abbé commendataire et accepte d'unir Pont-Levoy à la congrégation de Saint-Maur. L'abbaye est en ruines.

### Ouverture du séminaire
Les religieux bénédictins et mauristes cultivent dans leurs abbayes les lettres et les sciences. Le chapitre général de 1639 recommande aux abbayes, suivant la coutume ancienne de l’ordre, de s'ouvrir à l’instruction des enfants. Les bénédictins et mauristes veulent faire mieux et ouvrent de vrais collèges où tous les enfants peuvent venir recevoir une instruction complète. Ayant obtenu l’autorisation nécessaire en 1644, ils ouvrent leur collège. En 1646, arriva un directeur d’expérience pour le collège : il s’agissait de Dom Alexis Bréard. Les bénédictins ne se contentent pas d’être des professeurs, et agissent aussi en éducateurs.
Pierre de Bérulle reprend l'abbaye en 1647. Pour permettre aux moines de mieux vivre, il leur fait plusieurs restitutions et entreprend toute une série de réparations. Les moines retrouvent une vie religieuse selon la règle.
En 1729, la manse abbatiale est réunie à l’évêché de Blois et le titre d’abbé est supprimé.

### L’École militaire
En 1776, Louis XVI décide de faire de l'abbaye de Pont-Levoy un collège royal militaire préparatoire, chargé de recevoir cinquante élèves boursiers désignés par le souverain et une cinquantaine de pensionnaires dont les frais seraient directement payés par leur famille. Les mauristes vont enseigner aux plus grandes familles de France.
Au XVIIIe siècle, Pontlevoy est rapidement considérée comme l’une des meilleures écoles préparatoires à l’école militaire. La Révolution supprime l’École militaire mais laisse le collège sous la direction d’un bénédictin sécularisé [1].

### Sous la Révolution et la Terreur: le collège libre
Sous la Terreur (1792-1795), l’abbaye de Pont-Levoy a été beaucoup touchée. De ce fait, la Convention ne veut pas d'un établissement éducatif religieux. Chapotin (le directeur et propriétaire à partir de 1795 du collège) met en place un comité directoire composé de Colin, Pouchard, Aubert, Leuleu, Valencon et Peleu. La présence d'anciens religieux parmi les éducateurs, les enfants venant de familles chrétiennes et jusqu'en 1793, de la célébration du culte vaut un certain nombre de problèmes juridiques au collège, comme la maison d’éducation qui remet en cause l’autorité de Chapotin.

### AuXIXesiècle
En avril 1844, l’abbé Peschoud devient directeur, mais il n’y a pas de bail et Pontlevoy est directement exploitée le 15 juin 1843 avec un acte d’association où chacun apporte 80 000 francs. Au collège, il y a une administration bicéphale, M. Peshoud est accompagné de M. Blossef, le représentant des propriétaires (dont le prince de Chalais et l'abbé de Forges). Selon un ancien élève, M. Peschoud est « brutal et fantasque ».
Le nombre d’entrée diminue en raison de la fondation d’institutions secondaires dans la région, ce qui crée de la concurrence grâce à la loi Falloux sur la liberté d’enseignement. Et le budget du collège s’en ressent, le lieu baisse et le prince de Chalais fait des sacrifices. En octobre 1847, lors de la messe du Saint Esprit, la foudre s’abat sur le clocher du collège le jour de la rentrée, provoquant des dépenses supplémentaires. En 1862, le budget de l’abbé de Forges s’améliore. Il en profite alors pour faire quelques travaux urgents : aménagements de bains chauds, réorganisation de l’infirmerie, aménagement d’une chapelle pour les confessions et d’une autre pour l’infirmerie ; en outre, il constitue un fonds de réserves. Il augmente les prix de pension de tous les élèves car le prix de la vie augmente et il ne peut se permettre de faire des réductions plus ou moins justifiées.
En 1867, la situation devient critique, elle s’aggrave, et il faut supporter des années de déficit pour réparer les erreurs financières commises.
Après la guerre et le départ des Allemands, le comptable M. Berton est soupçonné d’indélicatesse et il faut reprendre près de quinze ans de comptes. M. Berton avoue la fraude sous la menace d’une plainte formelle et préfère restituer 100 000 francs. Pour éviter le scandale, l’abbé Bourgeois accepte. Le collège redevient alors riche. Pour l’éclairer, une usine à gaz est construite dans la chapelle, et dans la tribune est placé un orgue actuel. Le jour de la Saint-Vincent 1884, un incendie se déclare. Il débute dans la cheminée d’une chambre d’un surveillant, aujourd’hui détruite. Le feu se prolonge dans le bâtiment par une poutre voisine, et le surveillant de la chambre ne voit rien. L’alerte est donnée par des habitants de Pontlevoy qui voyaient le feu par la fenêtre. Les dortoirs sont alors tout de suite évacués, les élèves descendent à moitié habillés et les pompiers sont alertés. Le mobilier est rapidement déménagé. Deux hommes parviennent à couper la toiture, permettant de contrôler l’incendie. Durant cette nuit, les températures négatives contribuent à l’affolement général. Les élèves partis sans ordres, errent au hasard. La fumée emplit les bâtiments, la peur qu’un enfant ne manque est partout. Le sinistre terminé, tout n’est pas réparé puisque le dortoir brûlé et les chambres ne sont pas refaites, le nombre d’élèves ne l’exigeant pas.

### La Première Guerre mondiale
Le 6 avril 1917, les États-Unis déclarent la guerre à l'Allemagne. Le 19 mai, l'armée est transportée vers la France par le général Pershing. À partir de janvier 1918, les soldats américains arrivent à Blois et sont envoyés vers les villes et villages du Loir-et-Cher, dont Pontlevoy. L'abbaye accueille un hôpital de convalescence, il y a 500 lits dans le couvent. L'infirmerie no 3 installée dans le collège dispose de 350 lits. Il accueille un cinéma, la poste, un orchestre de musique militaire, et un cantonnement. Le terrain d'aviation de Pontlevoy est utilisé dans le cadre de formations d'aviateurs. Les derniers soldats quittent Pontlevoy en 1919.

### L'Entre-deux-Guerres
La concurrence de l’école de Blois fragilise l’établissement de Pontlevoy. Les effectifs baissent. La baisse sensible des effectifs en 1937 entraîne sa fermeture en 1938, malgré les protestations du conseil municipal de Pontlevoy. Cette année-là, l’école est occupée par des réfugiés espagnols et le conseil général essaie de trouver une utilité à ces bâtiments (colonies de vacances, sanatorium, établissement médico-pédagogique avec section d’enseignement ménager).

### La Seconde Guerre mondiale
Quelques mois avant la déclaration de la guerre à l’Allemagne, le 3 septembre 1939, le service de santé des armées réquisitionne une partie du collège pour y monter un hôpital militaire tandis que le ministère de l’Intérieur ouvre une annexe. L’espace dévolu au collège diminue au moment où se présentent de nouveaux élèves venant des régions et des villes à risque. Les élèves qui sont plus de cent, sont répartis en trois groupes les « grands » , les « moyens et des petits » et les « plus petits ». En 1939, la rentrée scolaire est tendue. Le 14 ou le 15 juin 1940, les premières unités allemandes arrivent sans combattre. Le collège ferme en 1942. Les troupes allemandes campent dans les jardins du collège, tirent des salves de canons en direction des ponts du Cher puis, avant de partir en 1944, mettent le feu à des bâtiments de l'abbaye : classes, laboratoires, collections, dortoirs ; des bombes au phosphore auraient été placées dans des lits.

### L'Après-Guerre
Après sa fermeture en 1942, l'abbaye devient un centre d'orientation professionnelle organisé pour les fils de prisonniers de guerre, de rapatriés et de « Morts pour la France » pendant la Seconde Guerre mondiale. Les jeunes de ce centre avaient généralement entre quatorze et seize ans et ce centre leur a permis d'avoir une formation après la guerre (menuiserie, maçonnerie, ajustage, chaudronnerie et forge). En 1945, 220 jeunes de la région y font leurs classes.
Le centre ferme ensuite en 1948 pour laisser place au collège qui revient à l'abbaye. Cependant, celui-ci ferme brutalement pour une raison inconnue en 1959. M. Pierre Moulin, professeur au collège et sa femme ouvrent le collège Le Prieuré à Sambin dans l'esprit de l'abbaye-collège. Celui-ci est d'ailleurs toujours en activité aujourd'hui.
En 1967, le Centre national de promotion de l'artisanat rural (CENPAR) investit les locaux de l'abbaye. De gros travaux sont commencés, mais à cause d'une mauvaise gestion et d'un désengagement de la part de l'État, le CENPAR rencontre des difficultés financières et cesse ses activités au bout d'un an seulement.
Grâce à l'arrivée de Promotrans (une association de formation de chauffeurs routiers) en 1972, le site renaît, reprend les travaux du CENPAR et bénéficie ainsi d'installations récentes. Le centre compte jusqu'à 120 stagiaires et 57 formateurs. Cependant, en 1992, Promotrans quitte Pontlevoy pour s'agrandir à Vendôme, forçant l'abbaye à fermer une nouvelle fois ses portes.

### Années récentes
En 2001, un homme d'affaires américain, Murray Wikol, acquiert les bâtiments au travers d'une association (The Euram-Center) où sont organisés des stages pour les étudiants américains en partenariat avec l'université Sud-Mississippi. L'Euram-Center accueille différentes universités américaines, le festival de Musique de Pontlevoy, des expositions d'art et de peintures et fait classer un cèdre du parc comme arbre remarquable en 2015 par Mr Jaffry. Faute d'étudiants, le site fut contraint de fermer en 2017.
En 2018, l'abbaye est acquise par la S.C.I. Gelduin qui s’est constituée pour acquérir le monument. Elle accueille, depuis 2019, quelque 300 élèves du collège-lycée catholique de Pontlevoy, et  son internat de garçons (148 places). D'autres initiatives voient le jour, centrées sur l’éducation de la jeunesse et orientées vers le rayonnement éducatif, culturel et spirituel de l’abbaye.En septembre 2023, la coupe de l'Héritage, première coupe du monde de rugby éducatif, se tiendra à l'abbaye juste avant le mondial France 2023, et avec le soutien de la FFF[réf. nécessaire]

#### Depuis 2019: lycée catholique de Pontlevoy
En 2005, encouragée par l’évêque de Blois, la Communauté Saint-Martin ouvre un internat de garçons. En 2007, c’est l’ouverture du Lycée catholique de Pontlevoy.
À la rentrée 2019, l’établissement retrouve l’abbaye  et y installe ses classes de 1ère générale et technologique ainsi que les Terminales. Les 4es, 3es et secondes sont au prieuré de Pontlevoy et les 6es et 5es au prieuré de Sambin. Un collège British de 3 classes et une classe de 6e délocalisée dans une école primaire portent de projets particuliers. En 2022, 820 élèves, filles et garçons, sont accueillis au sein de l'établissement .
La Communauté Saint-Martin exerce le supériorat et assure l'aumônerie de l'internat avec une équipe pastorale composée de deux prêtres, un diacre et un séminariste.
En 2023, le lieu accueille l’université d’été du mouvement catholique d’extrême droite Icthus.

## Abbés

### Liste des abbés de Pontlevoy (1034-1729)
Abbés réguliers (1034-1467)
| Abbé                         | Abbatiat                                      | |
| Ansbert                      | 1034-1041                                     | Moine de Saumur Fondateur de l’abbaye à la demande de Gelduin (comté de Blois) |
| Wido                         | 1040-1073 ou 1074                             | Nommé par Ansbert |
| Giral                        | 1074-1088                                     | L’abbaye reçoit une importante donation L’abbaye obtient du roi Philippe 1er l’approbation de ses droits et privilèges                                                                        |
| Pierre 1er                   | 1088- ?                                       | |
| Drogon                       | Abbé en 1103                                  | |
| Gauthier                     | Mort vers 1131                                | L’abbaye reçoit des reliques des Lieux Saints Fondation des prieurés de Saint-Martin d’Estableau et de Saint-Thomas d’Amboise                                                                 |
| Fulbert                      | 1130-reste peu de temps abbé (démissionnaire) | |
| Foucher                      | Abbé en 1141-1147 ?                           | L’abbaye se développe Atelier de copistes Le pape Luce II prend l’abbaye sous la protection directe du Saint-Siège                                                                            |
| Wilgrin                      | Abbatiat très court                           | |
| Ernault                      | Mort en 1156 ou 1157                          | |
| Herbert                      | 1157- avant 1163                              | |
| Jean 1er                     | 1163- avant 1185                              | |
| Reynal                       | 1185-1196                                     | Attestation de la présence d’enfants à l’abbaye |
| Sancelin                     | 1196-1210                                     | |
| Mathieu                      | 1210-1237 ou 1238                             | Association avec l’abbaye Saint-Mesmin d’Orléans |
| Gedeon                       | ?                                             | |
| Laurent                      | ?                                             | |
| Geoffroy de Villeynes        | Abbé en 1249- vers 1287                       | Incendie de la chapelle abbatiale (1262) Situation tendue avec le seigneur de Chaumont 1280 : les moines ont quitté l’abbaye à cause de Jean II, seigneur de Chaumont (condamné par l’Église) |
| Pierre de Darne ou d’Ardenne | Vers 1287 – vers 1305                         | Bâtit une nouvelle chapelle |
| Geoffroy le Bigot            | Vers 1305 - 1316                              | Fait légitimer le droit pour l’abbé d’avoir sa maison et sa table |
| Jean II                      | 1316 – 1328 ou 1329                           | |
| Guy de Palluau               | 1328 ou 1329 - 1362                           | Début de la guerre de Cent Ans 1348 : peste noire 1357 : l'abbaye est pillée par les Anglais                                                                                                  |
| Mathieu Puémil               | 1362 - 1391                                   | 1390 : les moines doivent cacher leur bibliothèque (pillages) Dévastation et incendie de l’abbaye                                                                                             |
| Guillaume                    | 1391 ?                                        | |
| Guy de Preuilly              | 1391 – 1401 ?                                 | |
| Jean III Louveau             | 1401 – 1407                                   | |
| Guillaume de Plainvilliers   | 1407                                          | Élu par intrigue (pas moine de Pontlevoy) |
| Pierre Saire                 | 1407 – 1416 ou 1417                           | Abbé reconnu par le Pape en 1408 |
| Guillaume de Plainvilliers   | 1417 - 1467                                   | Agréé même s’il n’est pas moine de Pontlevoy Dernier abbé régulier de Pontlevoy 1437-1439 : famine et peste 1446 : début des travaux de reconstruction                                        |

Abbés commendataires (1467-1729)
| Abbé                        | Abbatiat                 | |
| François de Brillac         | 1467 – 1498              | Nommé par Louis XI Termine le chœur de la chapelle 1474 : nommé évêque d’Orléans (reste Abbé de Pontlevoy) Se démet au profit de son neveu               |
| Christophe de Brillac       | 1498 -                   | Archevêque d’Aix puis de Tours Reconstruit le dortoir Augmente le mobilier liturgique                                                                    |
| Louis d’Anjou               | 1520 – démission en 1540 | Élu sans l’accord du roi Tentatives de réformer l’abbaye (échecs) Dernier abbé élu                                                                       |
| Charles Hémart              | 1540                     | Evêque d’Amiens |
| Louis d’Anjou               | 1540 - 1541              | |
| Bernard de Ruthie           | 1541 – 1556              | 1552 : nommé Grand Aumônier de France |
| Louis de Brézé              | 1556 - 1571              | 1563 : l’abbaye est pillée par les protestants 1568 : l’abbaye est détruite par les protestants                                                          |
| Charles de Bourbon          | 1571 – 1576              | Archevêque de Rouen Début des reconstructions |
| Denis Hurault               | 1580 ?                   | Neveu du chancelier Hurault, seigneur de Cheverny |
| Henri Hurault               | 1585 – 1588              | Nommé à 10 ans ; se marie en 1588 Fils du chancelier Hurault                                                                                             |
| Denis Hurault               | 1588 – 1591              | |
| Philippe Hurault            | 1591 – 1620              | Fils du chancelier Hurault Nommé à 12 ans Travaux : les murailles médiévales disparaissent Evêque de Chartres Tente de réformer l’abbaye L’abbaye ruinée |
| Louis de Ruccelaï           | 1620 – 1622              | Favori de Marie de Médicis |
| Cardinal de Richelieu       | 1622 - 1629              | L’abbaye est unie à la congrégation de Saint-Maur (réforme) Commence les travaux                                                                         |
| Pierre de Bérulle           | 1631 – 1683              | Réforme de Saint-Maur Reconstruction de l’abbaye Fondation du séminaire                                                                                  |
| Antoine Girard de Labournat | 1683 – démission 1698    | |
| Mgr de Bertier              | 1698 – 1719              | Evêque de Blois |
| Mgr Lefèvre de Caumartin    | 1723 – 1729              | Evêque de Blois Nouveaux travaux pour l’abbaye |

### Autres personnes célèbres liées à l'abbaye
- Le cardinal Armand Jean du Plessis de Richelieu (1585-1642), ecclésiastique et homme d'État, principal ministre du roi Louis XIII, fut abbé commendataire de Pontlevoy.
- L'abbé Pierre de Bérulle (1631-1683), docteur en Sorbonne, visiteur général des carmélites, "second fondateur de l'abbaye de Pontlevoy", en 1644, sous le règne de Louis XIV. Il est le neveu du cardinal de Bérulle, chef du Conseil de Marie de Médicis, qui institua les oratoriens.
- Auguste de Saint-Hilaire (1779-1853), botaniste et explorateur français, président de l'Académie des Sciences en 1835, membre correspondant de l'Académie Pontilévienne du collège de Pontlevoy, créée par monsieur Demeuré, directeur du collège, en 1833-1834.
- Jacques Honoré Lelarge, baron de Lourdoueix (1787-1860), romancier, journaliste et polémiste français, directeur de la Gazette de France, ancien élève du collège de Pontlevoy.
- Désiré Raoul-Rochette (1790-1854), archéologue, membre de l'Académie des inscriptions et belles-lettres, secrétaire perpétuel de l'académie des beaux-arts, membre correspondant de l'Académie Pontilévienne du collège de Pontlevoy.
- Pierre-Antoine Berryer (1790-1868), avocat et homme politique français, membre correspondant de l'Académie pontilévienne.
- Pierre-Sébastien Laurentie (1793-1876), journaliste, écrivain et penseur.
- Félix de Vandenesse, personnage de fiction inventé par Honoré de Balzac, narrateur du Lys dans la Vallée, ancien élève du collège de Pontlevoy.
- L'abbé Louis Alexis Bourgeois (28 avril 1819, Artins - 19 juin 1878) : philosophe, historien et géologue, a dirigé l'école de Pontlevoy. Son nom a été donné à un mollusque de la famille des murex, Chicoreus bourgeoisi Tournouer, 1875.
- Le père Daniel Brottier (1876-1936), missionnaire spiritain, directeur de la fondation des orphelins apprentis d'Auteuil, officier de la Légion d'honneur, Croix de guerre (6 citations dont 3 palmes), béatifié par Jean-Paul II en 1984, fut surveillant puis professeur en classe de 5e au collège de Pontlevoy.
- Michel Petrucciani (1962-1999), pianiste et compositeur de jazz français, envisage à la fin des années 1990, avec le soutien de Jack Lang, ancien ministre et maire de Blois, de fonder au sein de l'abbaye une académie de jazz. Le projet est interrompu en 1999 par la mort de Michel Petrucciani.

## La vie à l'abbaye

### Au Moyen Âge
Au Moyen Âge, un oblat est pris sous les ailes d’un moine. Les moines portent la traditionnelle tonsure monastique. Ils doivent également pratiquer l’abstinence de la viande. Un moine doit respecter la clôture, et ne peut en aucun cas accepter de dormir ou même de manger dans une maison à plus d’une lieue de son monastère.
La routine du coucher est bien spéciale. Les moines sont dans un dortoir particulier où chaque maître se tient devant le lit de son élève, tenant une chandelle pour l’éclairer ainsi qu’une baguette pour activer le couchage s’il le juge trop long. Le moine doit absolument dormir vêtu. Pendant la nuit, un moine fait le tour du dortoir toujours avec sa baguette et la lumière afin de surveiller si les enfants ne veillent pas durant la nuit. L’église du village ne doit pas, même pour la mort de quelqu’un (sonnerie du glas), troubler leur repos.
Le matin, aux lavabos, un maître se tient entre deux élèves et deux autres terminent les lignes les séparant du reste des moines. Les moines apprennent à se raser à ceux qui ne savent pas encore le faire.
Durant les nombreux offices divins, les moines « se proclament » c’est-à-dire qu’ils s’accusent réciproquement des fautes de chacun contre la règle, au cloître. Des offices de nuit ont lieu pendant lesquels les maîtres doivent donner aux enfants turbulents un livre à faire tenir sur la tête en guise de punition.
Les grand-messes sont rythmées par les prières ainsi que les passages au cloître[Quoi ?].
À la veille de Pâques ou de la Pentecôte, l’église du village ne sonne jamais avant que l’abbaye ait sonné. Quand les moines sont au chapitre, les sonneries des matines ne retentissent pas non plus pour ne pas les empêcher de s’entendre.
L’abbaye a le droit d’élire librement son abbé. L’évêque a le rôle de lui donner la bénédiction abbatiale. Après cela, il est abbé.
Les moines de chœur ne pratiquent pas le travail manuel qui est confié à des frères convers ou à des laïcs qui se chargent des besognes matérielles de la communauté.
L’abbaye possède, jusqu’en 1892, la seule pharmacie de la commune de Pontlevoy.

## La vie à l'école

### L'école claustrale
Ouverte dès la fondation de l'abbaye, cette école prépare à devenir moine et accueille des garçons des environs. Ses effectifs sont faibles puisqu'il s'agit de former de futurs moines.
Pendant tout le Moyen Âge, l’abbaye de Pontlevoy accueille et forme des oblats. Les oblats sont des enfants offerts à un monastère par les parents dès leur jeune âge, et qui sont éduqués par les moines jusqu’au moment où ils pourront prononcer leurs vœux. Au moment de la remise de l’enfant, pendant la messe dominicale, l’abbé lui fait la tonsure monastique et lui donne l’habit de moine, qu’il devra porter toute sa vie, pour le consacrer. À partir de cet instant, les oblats sont accompagnés tout le temps d’un maître : un moine qui sera leur mentor personnel. Ils dorment tous deux dans un dortoir avec les autres maîtres et oblats. Les enfants de l’abbaye suivent aussi des cours communs. Cependant ils n’ont jamais le droit de se parler sans l’autorisation des maîtres ; ils doivent s’adresser aux autres à voix haute. Ils obéissent aux mêmes règles que les moines, qui sont un peu adoucies, notamment pour les enfants trop jeunes ou malades pendant les périodes de jeûne. La discipline consiste à frapper le fautif avec une baguette d’osier, ou bien tirer les cheveux. Ces punitions sont données lorsque les enfants ne chantent pas ou ne prient pas assez à l’office, ou quand ils ne se couchent pas suffisamment vite.
Les oblats pouvaient également tenir leur propre chapitre, qui est une sorte de réunion décisionnelle, présente aussi chez les moines déjà consacrés.
Cependant, à partir du XIIe siècle, la tradition d’offrir ses enfants à l’Église se perd et les enfants sont envoyés dans les abbayes pour leur seule éducation. À 15 ans, ils peuvent choisir de partir et de ne pas consacrer leur vie au monastère. L’abbaye de Pontlevoy devient ainsi une simple école.

### Le collège bénédictin
Quand le collège ouvre en 1644, le premier élève inscrit est François Boisgauthier. On accueille désormais des jeunes laïcs dans le premier internat. À partir de 1648, les élèves n'ont qu'un mois de vacances (18 septembre au 19 octobre). On remplace aussi les études et les classes par des lectures ou des jeux, et les promenades sont plus fréquentes. Les élèves prennent leurs repas au réfectoire avec les moines et consomment le même repas. Les élèves vont écouter le prêche après le repas à la paroisse. Les élèves étant trop serrés dans les classes, on les agrandit à partir de 1698.

### Le séminaire (1706-1776)
Il est géré par des abbés-directeurs et compte environ 170 élèves. Les élèves ont des journées remplies et précises. Ils commencent leur journée par de l’étude à 5 h 30 avant d'aller à la chapelle pour une messe collective, ensuite le déjeuner est servi. Le début des cours a lieu à 7 h 15 pour les petits et à 8 heures pour les grands. Ensuite, ils dînent vers 11 heures, une lecture se fait en même temps. Ensuite à 12 h 30, ils reprennent les d’études. À 17 h 30, la lecture se fait comme au dîner avant de refaire une étude qui dure une heure. À 20 h, les pensionnaires retournent à la chapelle avant d'aller se coucher. Les jours de congé et de fête sont évidemment plus détendus : le réveil se fait plus tard et des activités comme des promenades en forêt ou des messes sont organisées.
Avant d’être admis dans cette école, les parents doivent répondre à un questionnaire assez précis. Les professeurs admis à recevoir ces enfants doivent s’engager à les loger chacun dans une chambre ou cellule séparée et dans des bâtiments spéciaux affectés à eux seuls, afin de faciliter la surveillance, les nourrir, les habiller. Leur enseignement comprend la lecture, les langues française, latine et allemande, l'histoire et la géographie, les mathématiques, le dessin, la danse, la musique, l’escrime. Les parents n'ont à fournir que le trousseau d'entrée, les frais d’arrivée et de correspondance (les pensions allant de 220 à 400 livres). Le reste est à la charge de l’école : papier, plumes, encres et poudre, instruments de mathématiques et de musique, fleuret, prix, récompenses et même les « menus plaisirs » fixés à 20 ou 40 sous par mois selon que l’élève a plus ou moins de 12 ans. Deux habillements au moins sont remis aux élèves. Les dimanches et fêtes, ils portent un habit de drap bleu roi, collet et parements écarlates, doublure blanche, boutons d'argent portant les trois fleurs de lys de France, veste et culotte bleues, bas blancs. Ils changent de linge, de bas et de souliers deux fois par semaine.
On compte aussi de nombreux professeurs, tels que Gogel professeur de quatrième ; Bouchard, mathématiques ; Guilmard, sixième ; Hamel, la septième ; Pilou, maître de dessin ; Lasnier et Valençon, maîtres d'écriture ; Mouleau, maître de danse ; André et Pouchard, maîtres de musique ; Amand, professeur d’arithmétique puis Della Vedova, maître d’allemand.
En 1720, le registre indique 177 pensionnaires. En 1760, pour éviter tout abus, les parents doivent dorénavant envoyer un certificat de pauvreté à l'école.

### La Révolution et la Terreur
Les élèves tout comme les professeurs essaient tant bien que mal de se soustraire le plus possible à l’autorité révolutionnaire. Le 30 octobre 1793, le lycée doit renvoyer chez eux une quarantaine d’élèves ayant des situations financières précaires. À chaque «victoire du peuple» ou à chaque événement dans les rues de Paris, un jour de congé est fixé le jour en question et les élèves ont pour obligation de les appliquer, rendant le travail à l'école difficile. En 1793, le nombre d’élèves diminue encore.
Cette période est mouvementée pour le collège : des personnes du corps enseignant sont faites prisonnières. Il est interdit de célébrer la messe ni aucun office. Mais cette suppression n’arrête pas les prêtres et les élèves qui malgré tout assistent à de courantes démolitions et sont fréquemment confrontés à des bandes de sans culottes (mutilant et saccageant les lieux en détruisant des statues chrétiennes ou cassant des signes faisant rappeler la royauté) et à des perquisitions, qui emportent grand nombre d’objets (tableaux, plaques de cheminée...). Certains professeurs qui eux aussi sont en internat ont de plus en plus de mal à vivre car les pensions des élèves ont du mal à rentrer dû au peu d’élèves présents au collège. La République qui veut faire de ces jeunes enfants « d’intrépides citoyens » a interdit aux familles chrétiennes de reprendre leurs enfants. Le militarisme s’instaure de plus en plus à Pontlevoy. Le règlement de l’école reste aussi strict que celui d’une école militaire : « même trousseau, mêmes livres obligatoires à fournir par l’enfant. Même absence totale de vacances, même enseignement complet." A Pontlevoy les élèves apprennent les mathématiques, le calcul différentiel et intégral, la carrière militaire, l'histoire, les belles-lettres, l'anglais, l'allemand, l'italien, le latin, la musique, le violon, le violoncelle, le hautbois, la basse, le basson, la flûte, la clarinette, le cor ainsi que le dessin, l'écriture, la danse et l'escrime
Les élèves ont gardé un uniforme de couleur « bleu de roi » seules les fleurs de lys sur les boutons ont été supprimées.

### Sous laIIIeRépublique
En 1885, on compte 47 internes, alors qu'il n'en était prévu que 30. L'école est composée de salles de classe, d'un cabinet de chimie, d'une salle de dessin et d'une cordonnerie ainsi que d'une salle à manger, d'un réfectoire, d'une cuisine, d'une cave, d'un préau et d'une lingerie. Il y avait également une salle de bains, des vestiaires, une infirmerie, un dortoir, des chambres de maîtresses et des chambres de bonnes. L'école fut dirigée par l'abbé Demeuré de 1828 à 1842, ainsi que par l'abbé Bourgeois de 1867 à 1878, deux hommes inspirés et audacieux. En 1851, le chef de cuisine du collège est américain. En 1904, on comptait 78 élèves et 17 enfants en cours préparatoire. En 1910, on compte 69 élèves, et, en 1911, 42 élèves car l'ouverture d'une école semblable au collège à Blois lui fait concurrence. L'effectif progresse à partir de 1914.
Les élèves apprennent des fables par cœur et jouent des fabliaux. En géographie, on apprend les reliefs, les fleuves et leurs affluents, ainsi que les chefs-lieux des départements. En histoire, on apprend beaucoup de dates et de grands personnages. Beaucoup de jeux sont mis en place, comme la « balle aux chasseurs ». On y favorise le sport notamment avec des équipes de football et de basket ball. Les élèves y font du scoutisme, on y organise beaucoup de camps. Il y a un climat d'amitié et de solidarité entre les élèves, ainsi qu'entre les élèves et les professeurs. L'abbé Moreau y enseigne le catéchisme et développe les théories de la doctrine sociale de l'Église. L'abbé Lavocat y enseigne les sciences. Paléontologue connu, il emmène les élèves faire des fouilles dans les carrières. La discipline est assurée par l'abbé Garzen. M. Divignat est surnommé Tatanase. Homme rugueux et rigoureux, il est chargé des « petits » et les initie à toutes les disciplines générales. Il y a également deux professeurs laïcs, monsieur Dibon qui donne des cours de littérature et de philosophie, et monsieur Soyer qui enseigne les mathématiques. L'abbé Vert assure la gestion de l'institution, enseigne le grec et tient l'orgue de la chapelle. L'école et l'internat sont dirigés par l'abbé Courtat. Les élèves n'ont pas d'uniforme. L'établissement est réputé pour favoriser les rêves et nourrir l'ambition. Le niveau scolaire est élevé et l'encadrement adapté au nombre d'élèves, soit plus de 250. Le collège est équipé d'une piscine ainsi que d'un théâtre. Les élèves gèrent eux-mêmes l'« Académie littéraire, scientifique et artistique du collège. »
En 1930, il y a moins d'élèves. Le fait que les élèves aient directement participé à l'affrontement entre les prêtres assomptionnistes venant d'Orléans et les prêtres du diocèse de Blois, fait diminuer le recrutement. Seulement, 32 nouveaux en moyenne chaque année, contre le triple avant. La direction encourage le recrutement local avec l'effet bénéfique de favoriser le brassage social : les fils d'artisans ou d'agriculteurs jouent et étudient avec des fils de notaire ou de châtelain. Quatre directeurs se succèdent sans parvenir à rétablir le calme. En 1937, l'abbé Courtat, sous l'appel de l'évêque de Blois, rétablit l'ordre et s'entoure de professeurs avant tout pédagogues. En 1936, l'encadrement est réduit, mais reste d'un excellent niveau et polyvalent.

## Architecture de l'abbaye

### L'époque moderne

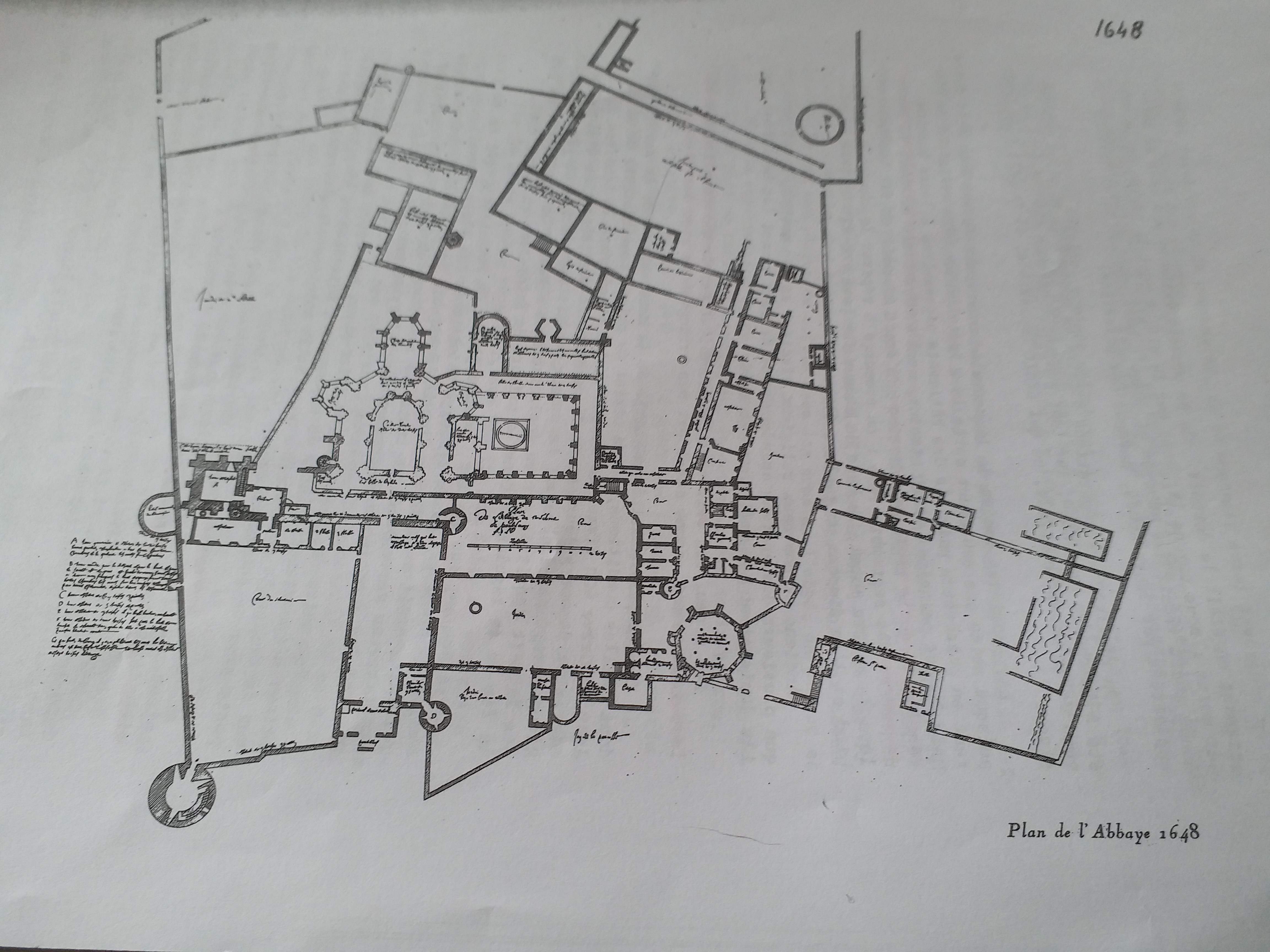
Plan de l'abbaye en 1648.

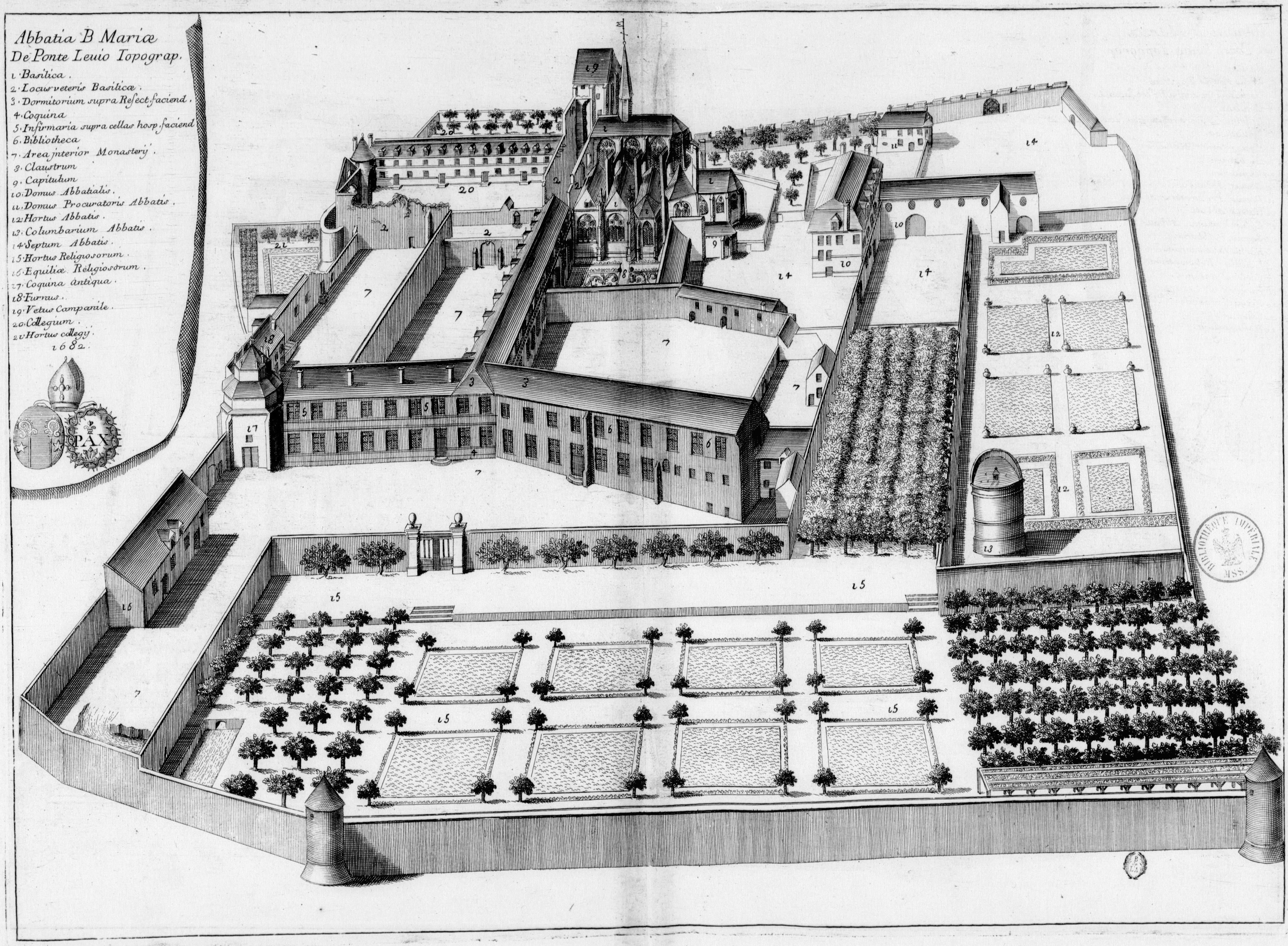

Les architectes ont commencé à réfléchir au plan de l’abbaye vers 1648. L’abbaye est composée de l’église abbatiale mais sans tribunes qui elles ont été faites plus tard.
Sur l’église se ressentent et se voient les dégâts faits par la guerre de Religion car le dallage est absent ou en mauvais état et les stalles détruites. Au sud du site de Pontlevoy, un petit cloître a été refait par François Brillar. Le site est clôturé à l’ouest et au sud. À l'est, on trouve un ancien logis à tour hexagonale, certainement un ancien logis abbatial. La chapelle Saint-Michel raccorde à l’église abbatiale, une porte est toujours existante mais barricadée. Le logis abbatial n’a plus de toiture, le cloître est détruit à moitié à cause des huguenots. Un bâtiment est desservi par un long couloir rallié au cloître. Une ancienne chapelle est désaffectée sur le site de l’abbaye, elle était dédiée à saint Christophe.
En 1706, l’abbaye est composée de quatre corps de bâtiment enfermant une cour entre les deux grosses tours de défense médiévales.
Entre 1706 et 1720, sous le directorat de dom François Bridou, la restauration des deux grandes tours est faite. La tour ronde devient l’infirmerie et la tour carré loge les enfants les plus petits. Il va aussi creuser la cave du séminaire et faire l’aménagement de deux offices dans la cuisine.
Ensuite, vers 1725, le père Macarly va faire des prolongations près de la tour carrée pour y placer la lingerie, les vestiaires et loger les maîtres d’exercices. Il ajoute deux classes aux bâtiments et en supprime certaines qu’il va remplacer par un chauffoir pour les plus petits et deux billards. Il va aussi faire en sorte que chaque division ait un chauffoir.
En 1774, sous le directorat de dom Corteau, vont être ajoutées deux cloches baptisées Louise-Augustine et Marie-Antoinette.
Quelques années plus tard, le professeur d’architecture et de fortifications, Mansar, décide d’employer ses talents pour aider car les bâtiments élevés et retouchés près de la tour carrée ne donnaient pas satisfaction. Il décide donc d’abattre le vieux donjon et de refaire tout le bâtiment s’étendant de la rue Thenay à la chapelle. Ce fut achevé vers 1786.
Le collège, ou plutôt l’école militaire de l’époque, a donc achevé le plus gros de ses constructions et se trouve plus ou moins dans l’état que nous voyons aujourd’hui.
En 1788, sont faites les écuries, dont le bâtiment est devenu la buanderie.
Nous avons donc (excepté le manège) tous les bâtiments qui composent l’abbaye de nos jours.
En 1843, commence l’achèvement de l’escalier des dortoirs, débuté par l’abbé Bize, et la suppression du dortoir en cellules qui occupait la galerie verte pour le transporter au-dessus. On reconstruit les études, on aménage des jardins anglais. Au cours de ces travaux, l'on trouve la pierre tombale de Jean Louveau.

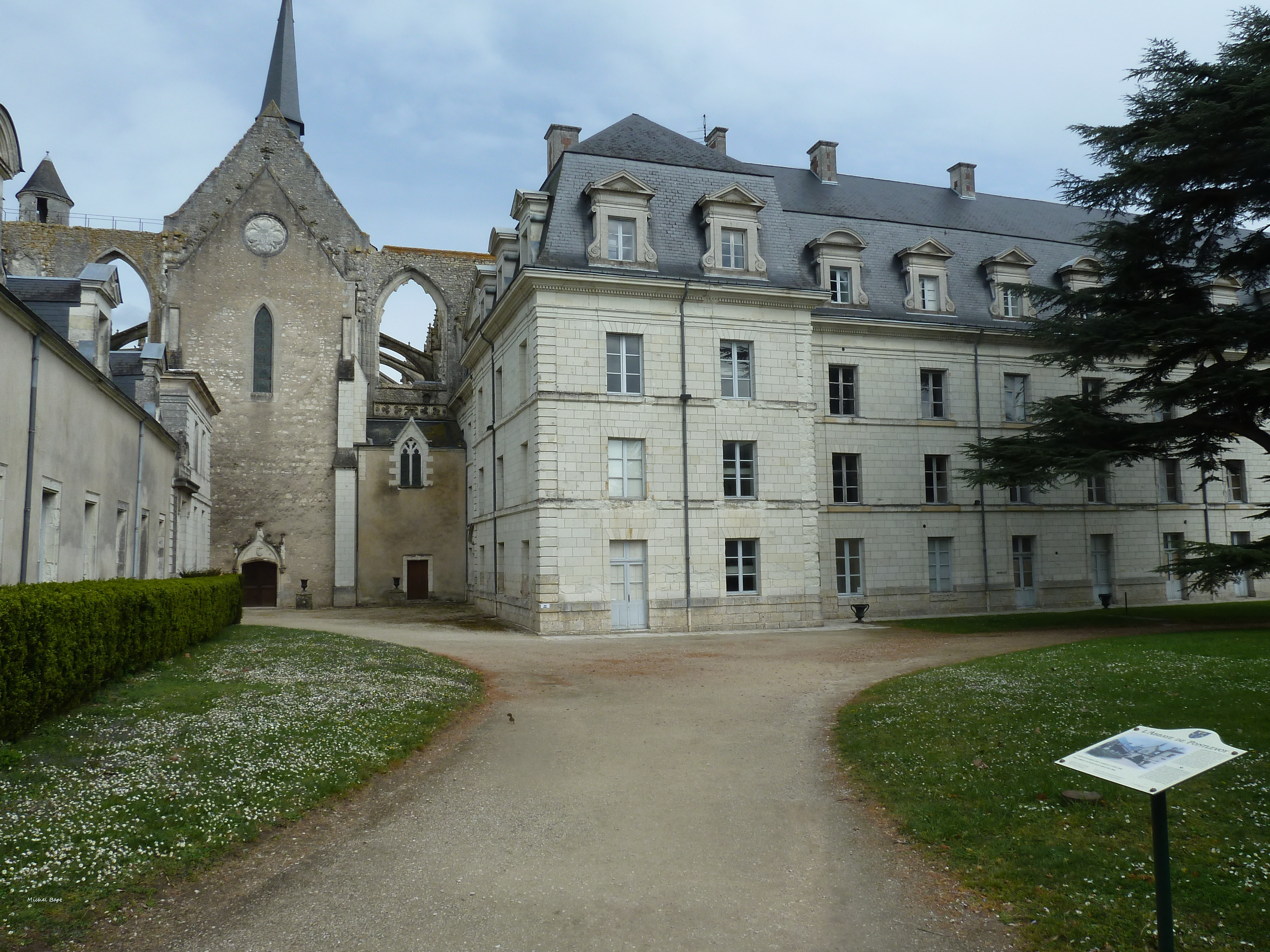
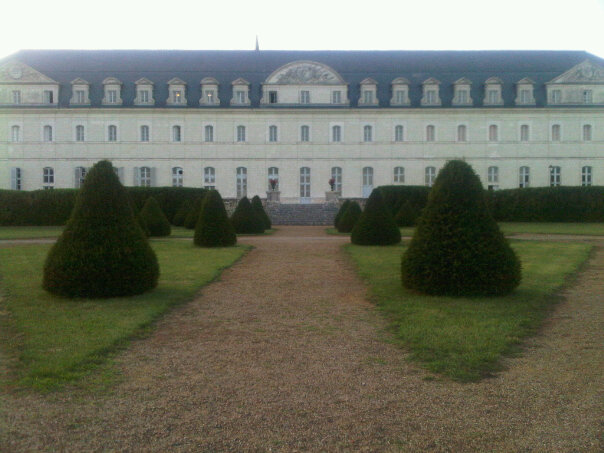
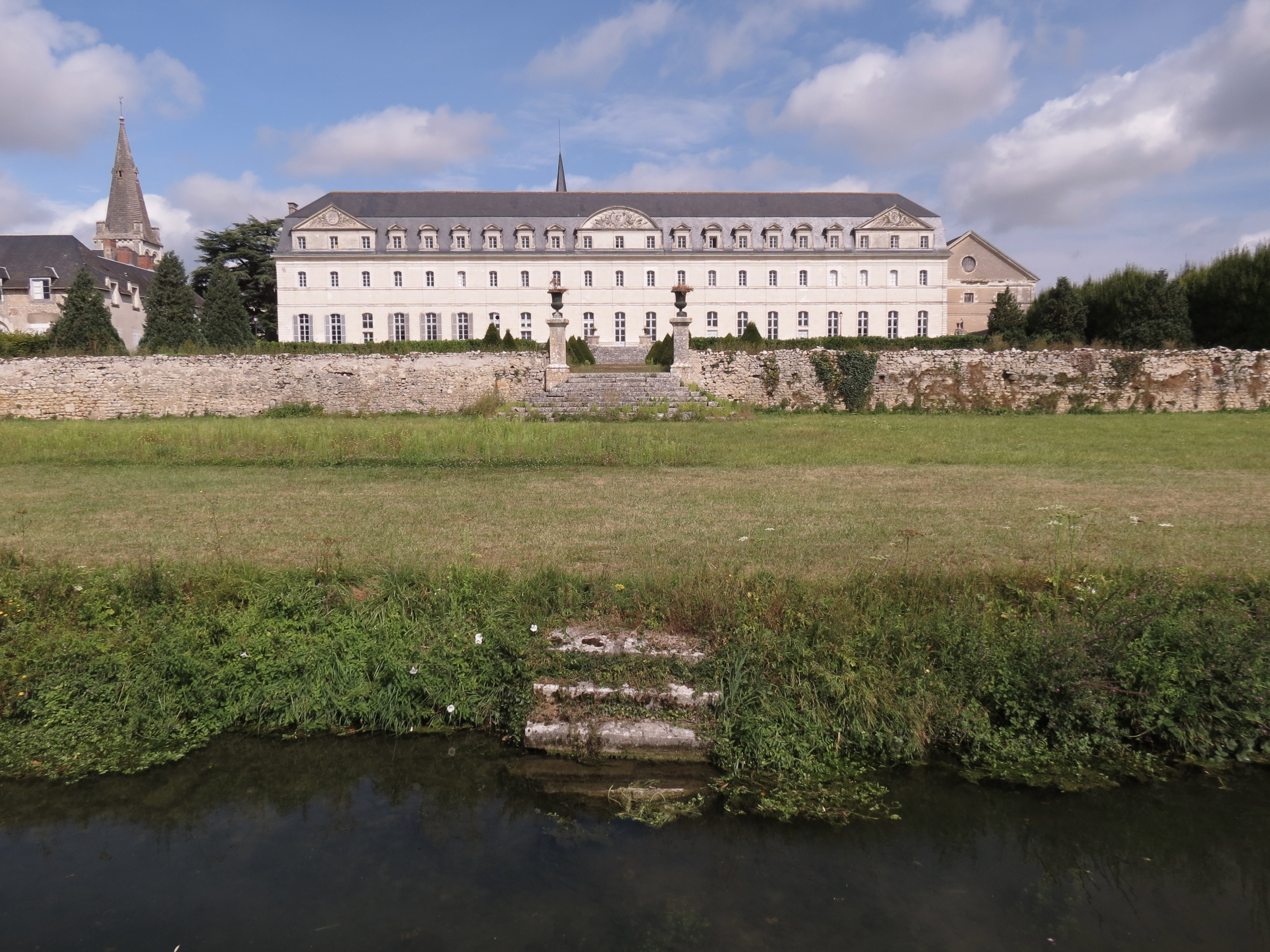
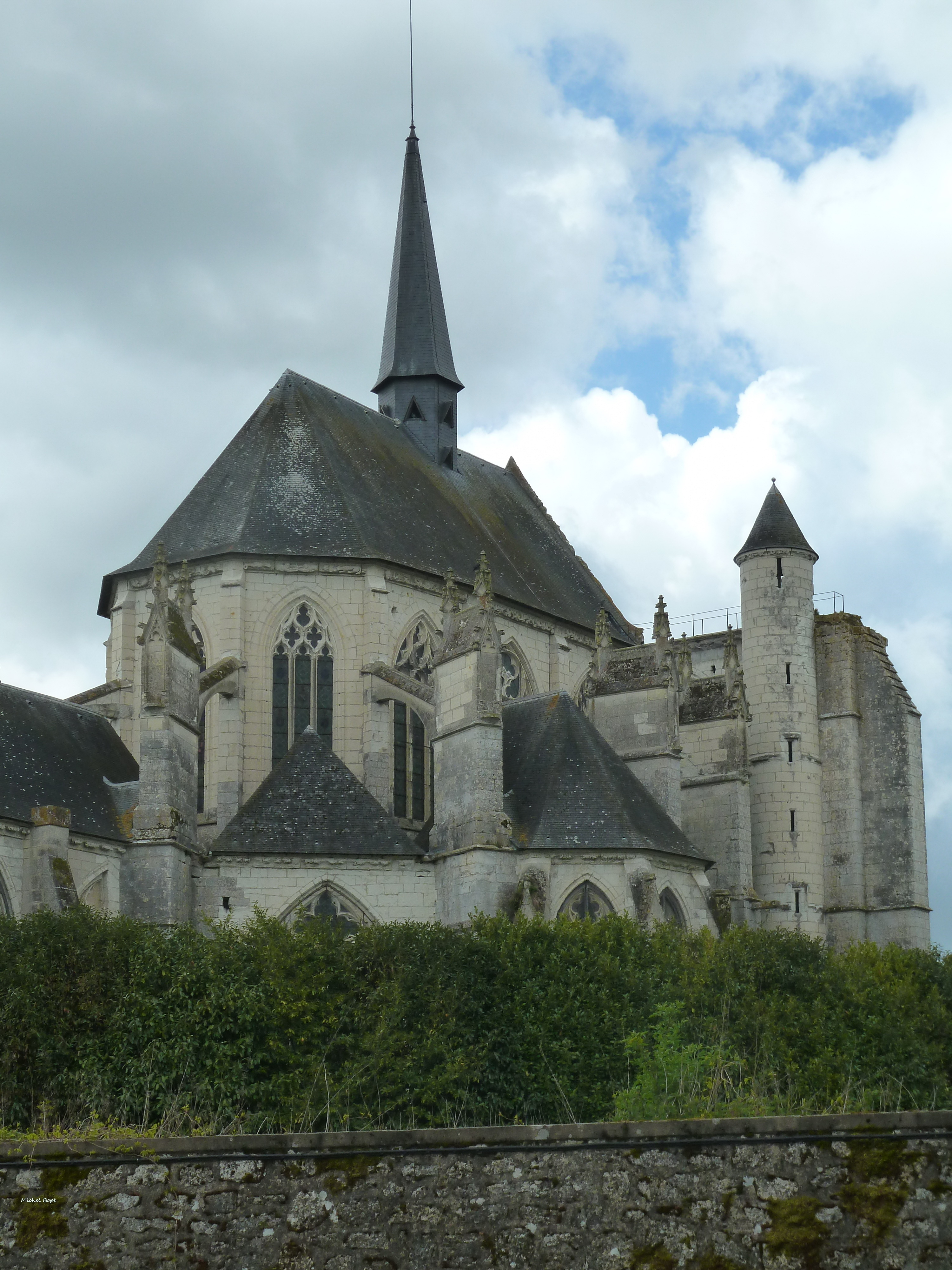
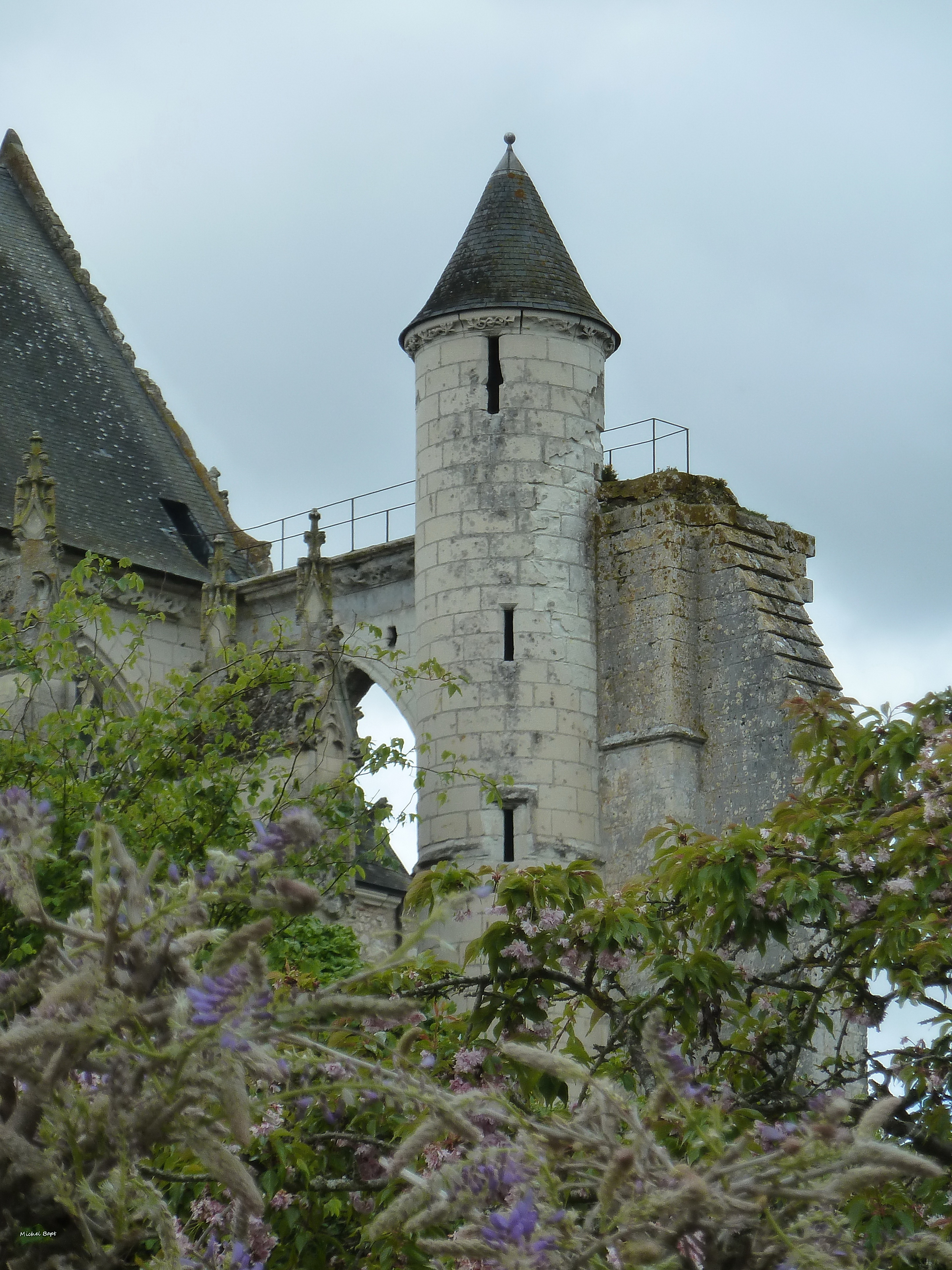

## Blason
|  | Les armoiries de Pontlevoy se blasonnent ainsi : D'azur aux deux crosses adossées d'or accostées de deux étoiles du même. |